# 徘徊遗址
徘徊遗址，位于中国河北省邯郸市徘徊村，为邯郸市武安市的一个省级文物保护单位，类型为古遗址，历史年代为新石器时代。1995年列入第一批邯郸市文物保护单位，2001年2月7日，公布为河北省文物保护单位。